# باشگاه فوتبال مینسک
باشگاه فوتبال مینسک (بلاروسی: ФК Мінск) یک باشگاه فوتبال در شهر مینسک بلاروس است. این باشگاه در لیگ برتر فوتبال بلاروس بازی می‌کند. این باشگاه در سال ۲۰۰۶ تأسیس شده‌است.